# Cute Girl

Cute Girl (aussi connu sous le titre Lovable You, 就是溜溜的她, Jiùshì liūliū de tā) est un film taïwanais réalisé par Hou Hsiao-hsien, sorti en 1980.

## Synopsis
Issue d'une famille riche, une jeune fille, amoureuse d'un jeune homme de condition modeste, est forcée de se marier avec le fils d'un industriel.

## Fiche technique
- Titre : Cute Girl (ou Lovable You)
- Titre original : 就是溜溜的她, Jiùshì liūliū de tā
- Réalisation : Hou Hsiao-hsien
- Scénario : Hou Hsiao-hsien
- Pays d'origine : Taïwan
- Format : Couleurs - 2,35:1 - Mono - 35 mm
- Genre : Action
- Durée : 90 minutes
- Date de sortie : 1980

## Distribution
- Anthony Chan
- Kenny Bee
- en:Fong Fei-fei